# Xã Colley, Quận Sullivan, Pennsylvania
Xã Colley (tiếng Anh: Colley Township) là một xã thuộc quận Sullivan, tiểu bang Pennsylvania, Hoa Kỳ. Năm 2010, dân số của xã này là 694 người.